# Free and Weightless
Free and Weightless è un singolo del cantante statunitense Billy Howerdel, pubblicato il 12 maggio 2022 come secondo estratto dal primo album in studio What Normal Was.

## Descrizione
Nato originariamente come demo strumentale, il brano condivide con il singolo precedente le forti influenze di gruppi come The Cure, Depeche Mode e Echo & the Bunnymen, oltre che diverse contaminazioni da generi come la new wave e il trip hop.

Nel presentare il singolo, Howerdel ha dichiarato:

## Video musicale
In concomitanza con il lancio del singolo è stato pubblicato un visualizer sul canale YouTube della Rise Records realizzato da Daniel Roja. Il video musicale, diretto da Jordan Hemingway e diffuso il 4 agosto 2022, vede protagonista una donna stesa su un letto accerchiata da delle figure demoniache. Il clip, dai toni molto cupi, alterna le riprese della ragazza a immagini intermittenti dei suoi incubi, tra cui il volto di Howerdel.

## Tracce
Testi e musiche di William Howerdel.
1. Free and Weightless – 3:42

Traccia bonus nell'edizione di Spotify
1. Poison Flowers – 5:32

## Formazione
Hanno partecipato alle registrazioni, secondo le note di copertina di What Normal Was:
Musicisti
- Billy Howerdel – voce, chitarra, basso, programmazione, tastiera
- Danny Lohner – chitarra, programmazione aggiuntiva
- Josh Freese – batteria

Produzione
- Billy Howerdel – produzione, ingegneria del suono
- Danny Lohner – produzione
- Smiley Sean – ingegneria del suono aggiuntiva
- Justin McGrath – montaggio digitale
- Matty Green – missaggio
- Joe LaPorta – mastering